# Stan Getz & Bill Evans
Stan Getz & Bill Evans (sottotitolato Previously Unreleased Recordings) è un album jazz del sassofonista Stan Getz e del pianista Bill Evans, registrato nel 1964 per l'etichetta Verve ma non pubblicato fino al 1973.

## Ricezione
| Recensione | Giudizio |
| ---------- | -------- |
| AllMusic   |          |

La recensione di AllMusic di Ken Dryden assegnò all'album quattro stelle, affermando:
(Ken Dryden)

## Elenco delle tracce
LP originale
1. Night and Day – 6:45 (musica: Cole Porter)
2. But Beautiful – 4:41 (musica: Johnny Burke, Jimmy Van Heusen)
3. Funkallero – 6:40 (musica: Bill Evans)
4. My Heart Stood Still – 8:37 (musica: Lorenz Hart, Richard Rodgers)
5. Melinda – 5:04 (musica: Burton Lane, Alan Jay Lerner)
6. Grandfather's Waltz – 6:28 (musica: Lasse Farnlof, Gene Lees)

Tracce bonus per la ristampa su CD
1. Carpetbagger's Theme – 1:47 (musica: Elmer Bernstein)
2. WNEW (Theme Song) – 2:50 (musica: Larry Green)
3. My Heart Stood Still [Alternate Take] – 6:45 (musica: Lorenz Hart, Richard Rodgers)
4. Grandfather's Waltz [Alternate Take] – 5:32 (musica: Lasse Farnlof, Gene Lees)
5. Night and Day [Alternate Take] – 6:34 (musica: Cole Porter)

## Componenti
- Stan Getz - sassofono tenore.
- Bill Evans - pianoforte.
- Richard Davis - basso (brani 4-6, 9 e 10).
- Ron Carter - basso (tracce 1-3, 7, 8 e 11).
- Elvin Jones - batteria.